# Steffen Blochwitz
Steffen Blochwitz (né le 8 septembre 1967 à Herzberg dans le Mecklembourg-Poméranie-Occidentale) est un coureur cycliste et dirigeant d'équipe cycliste allemand. Issu de l'école du cyclisme est-allemand, spécialiste de la poursuite sur piste, il a notamment été champion du monde de la poursuite par équipes amateurs en 1989 avec l'équipe de la RDA et médaillé d'argent de cette discipline aux Jeux olympiques de 1988 à Séoul. Il a également couru sur route, d'abord en tant qu'amateur puis professionnel de 1995 à 1999. 

## Biographie
Spécialiste de la poursuite, Steffen Blochwitz se distingue dès les catégories de jeunes, et remporte le titre de Champion du monde de la poursuite par équipes juniors en 1985. Au cours des années suivantes, il est deux fois consécutivement champion d'Allemagne de l'Est de la spécialité, et est sélectionné dans cette discipline pour les Jeux Olympiques de Séoul. Il y obtient la médaille d'argent. Progressant d'un rang l'année suivante, il devient avec ses coéquipiers Thomas Liese, Carsten Wolf et Guido Fulst Champion du monde de la poursuite par équipes amateurs à Lyon, les derniers de l'histoire de l'Allemagne de l'Est. Blochwitz, devenu champion d'Allemagne de la poursuite individuelle, y obtient également la médaille de bronze mondiale. 
Blochwitz court également sur route, remportant notamment le Tour de Saxe en 1991. Il passe professionnel en 1995 dans l'équipe Vredestein, avec laquelle il remporte le Tour de Thuringe. Il rejoint en 1997 l'équipe Agro-Adler-Brandenburg, avec laquelle il remporte Cottbus-Drebkau et une étape de la Course de la Paix, sa dernière victoire professionnelle. Il met fin à sa carrière à l'issue de la saison 1999. 
Depuis 1998, Blochwitz dirige l'équipe LKT Brandenburg, qui a succédé à Agro-Adler-Brandenburg. Il y a notamment dirigé Martin Reimer et Robert Bartko. 

## Palmarès sur piste

### Jeux olympiques
- Séoul 1988
  -  Médaillé d'argent de la poursuite par équipes

### Championnats du monde amateurs
- Colorado Springs 1986
  -  Médaillé d'argent de la poursuite par équipes

- Vienne 1987
  -  Médaillé d'argent de la poursuite par équipes

- Lyon 1989
  -  Champion du monde de poursuite par équipes amateurs (avec Thomas Liese, Carsten Wolf et Guido Fulst)
  -  Médaillé de bronze de la poursuite individuelle

### Championnats du monde juniors
- 1985
  -  Champion du monde de poursuite par équipes juniors (avec Thomas Liese, Uwe Preissler et Michael Bock)

- 1986
  -  Médaillé d'argent de la poursuite par équipes

### Championnats nationaux
- Champion d'Allemagne de l'Est de poursuite par équipes en 1986 et 1987 (avec Dirk Meier, Roland Hennig)
- Champion d'Allemagne de l'Est de poursuite individuelle en 1989

## Palmarès sur route
- 1987
  - 5eb (contre-la-montre) et 6e étapes de l'Olympia's Tour

- 1988
  - 1reb (contre-la-montre par équipes) et 7eb (contre-la-montre) étapes du Tour de Basse-Saxe

- 1989
  - Prologue de l'Olympia's Tour

- 1991
  -  Champion d'Allemagne du contre-la-montre par équipes (avec Dirk Meier, Thomas Will et Achmed Wolke)
  - Classement général du Tour de Saxe

- 1993
  - OZ Wielerweekend :
    - Classement général
    - 2e étape

  - 2e du championnat d'Allemagne du contre-la-montre par équipes

- 1994
  - 2e du Grand Prix de Peymeinade
  - 2e du championnat d'Allemagne du contre-la-montre par équipes
  - 3e de la Course de la Solidarité Olympique

- 1995
  - Classement général du Tour de Thuringe
  - 6e étape du Tour de Basse-Saxe

- 1997
  - 9e étape de la Course de la Paix